# Liste von Zeitungen in Kuwait
Dies ist eine Liste von Zeitungen in Kuwait:

## EnglischsprachigeZeitungen
- Arab Times (Kuwait)
- Desert Voice[1]
- Kuwait Times[2]

## ArabischsprachigeZeitungen
- al-Arabi
- Al-Qabas[3]
- ar-Raialaam
- as-Seyassah
- Al-Talea[4]
- Al-Watan
- Al-Arabimag